# Llista de monuments d'Albanyà
Llista de monuments d'Albanyà inclosos en l'Inventari del Patrimoni Arquitectònic de Catalunya per al municipi d'Albanyà (Alt Empordà). Inclou els inscrits en el Registre de béns culturals d'interès nacional (BCIN) amb la classificació de monuments històrics i els béns culturals d'interès local (BCIL) de caràcter arquitectònic.
| Monument                                                                              | Protecció   | Estil/època                      | Localització                                                           | Coordenades                                          | Codi?         | Imatge |
| ------------------------------------------------------------------------------------- | ----------- | -------------------------------- | ---------------------------------------------------------------------- | ---------------------------------------------------- | ------------- | --- |
| Porta antiga de la muralla, Portal d'Albanyà                                          | BCIN 727-MH | Obra popular XI                  | Albanyà C. Sant Llorenç                                                | 42° 18′ 15″ N, 2° 43′ 13″ E / 42.304173°N,2.720312°E | RI-51-0005782 | Portal d'Albanyà · Vegeu més fotos d'aquest monument · Carregueu una nova foto d'aquest monument                                                |
| Torre de Corsavell                                                                    | BCIN 728-MH | Obra popular XIII-XV             | Albanyà Entre el puig de la Plana i la solana de can Nou               | 42° 18′ 46″ N, 2° 39′ 53″ E / 42.312698°N,2.664734°E | RI-51-0005783 | Torre de Corsavell (Albanyà) · Vegeu més fotos d'aquest monument · Carregueu una nova foto d'aquest monument                                    |
| Mas Sobirà                                                                            | BCIN 729-MH | Obra popular X                   | Albanyà Vall de Ribelles                                               | 42° 20′ 39″ N, 2° 35′ 38″ E / 42.344189°N,2.59387°E  | RI-51-0005784 | Mas Sobirà (Albanyà) · Vegeu més fotos d'aquest monument · Carregueu una nova foto d'aquest monument                                            |
| Mas d'Albanyà, Mas Clastés, Can Mas                                                   |             | Obra popular XIV, XIX            | Albanyà Ctra. d'Albanyà a Sant Llorenç de la Muga                      | 42° 18′ 26″ N, 2° 44′ 03″ E / 42.307353°N,2.734035°E | IPA-17820     | Carregueu una nova foto d'aquest monument |
| Església de Sant Julià de Ribelles, Sant Julià de la Pruna, de Prunera o de la Brema  |             | Romànic XII, XV, XX              | Albanyà Aïllada a Ribelles                                             | 42° 20′ 00″ N, 2° 35′ 30″ E / 42.333328°N,2.591714°E | IPA-17822     | Església de Sant Julià de Ribelles (Albanyà) · Vegeu més fotos d'aquest monument · Carregueu una nova foto d'aquest monument                    |
| Església de Sant Corneli de Ribelles o la Muga                                        |             | Romànic XII, XIII                | Albanyà Aïllada, pròxima a la frontera francesa                        | 42° 20′ 53″ N, 2° 35′ 57″ E / 42.348107°N,2.599280°E | IPA-17823     | Església de Sant Corneli de Ribelles (Albanyà) · Vegeu més fotos d'aquest monument · Carregueu una nova foto d'aquest monument                  |
| Església parroquial de Sant Pere d'Albanyà                                            |             | Romànic XII, XI                  | Albanyà Pl. Major                                                      | 42° 18′ 16″ N, 2° 43′ 11″ E / 42.304563°N,2.719657°E | IPA-17833     | Església parroquial de Sant Pere d'Albanyà · Vegeu més fotos d'aquest monument · Carregueu una nova foto d'aquest monument                      |
| Antic Casal de Morató                                                                 |             | Obra popular                     | Albanyà Veïnat de Ribelles                                             | 42° 19′ 56″ N, 2° 34′ 15″ E / 42.332349°N,2.570952°E | IPA-17834     | Carregueu una nova foto d'aquest monument |
| Sant Vicenç de Principi                                                               |             | Romànic XI-XII                   | Albanyà Aïllada                                                        | 42° 19′ 09″ N, 2° 36′ 45″ E / 42.319038°N,2.612607°E | IPA-17835     | Carregueu una nova foto d'aquest monument |
| Església de Sant Joan de Bossols, Baussols, Bauçols, Mussols o Mare de Déu dels Corbs |             | Gòtic XIV                        | Albanyà A la banda de llevant del puig de Bossols o Mussols, Bassegoda | 42° 19′ 12″ N, 2° 40′ 35″ E / 42.320079°N,2.676282°E | IPA-17836     | Església de Sant Joan de Bossols (Albanyà) · Vegeu més fotos d'aquest monument · Carregueu una nova foto d'aquest monument                      |
| Església de Sant Martí de Corsavell                                                   |             | Romànic XII                      | Albanyà Veïnat de Corsavell                                            | 42° 18′ 46″ N, 2° 39′ 53″ E / 42.312729°N,2.664732°E | IPA-17839     | Església de Sant Martí de Corsavell (Albanyà) · Vegeu més fotos d'aquest monument · Carregueu una nova foto d'aquest monument                   |
| Església de Sant Miquel de Bassegoda                                                  |             | Romànic XII                      | Albanyà Aïllada, antic poble de Bassegoda                              | 42° 18′ 42″ N, 2° 38′ 45″ E / 42.311776°N,2.645917°E | IPA-17843     | Església de Sant Miquel de Bassegoda (Albanyà) · Vegeu més fotos d'aquest monument · Carregueu una nova foto d'aquest monument                  |
| Restes del castell de Bassegoda, Castell de Can Menera                                |             | Romànic                          | Albanyà Veïnat de Bassegoda, pic dels Moros                            | 42° 18′ 42″ N, 2° 38′ 44″ E / 42.31174°N,2.64558°E   | IPA-17845     | Carregueu una nova foto d'aquest monument |
| Masia de Can Nou de Bassegoda                                                         |             | Obra popular XVIII               | Albanyà Veïnat de Bassegoda                                            | 42° 18′ 42″ N, 2° 39′ 07″ E / 42.311698°N,2.652033°E | IPA-17846     | Masia de Can Nou de Bassegoda (Albanyà) · Vegeu més fotos d'aquest monument · Carregueu una nova foto d'aquest monument                         |
| Casal de Can Sala                                                                     |             | Obra popular XVIII               | Albanyà Veïnat de Bassegoda                                            | 42° 18′ 42″ N, 2° 38′ 44″ E / 42.311597°N,2.645438°E | IPA-17847     | Carregueu una nova foto d'aquest monument |
| Església de Sant Andreu de Llorona o Lliurona                                         |             | Romànic XI                       | Albanyà Veïnat de Lliurona                                             | 42° 17′ 39″ N, 2° 41′ 16″ E / 42.294200°N,2.687739°E | IPA-17850     | Església de Sant Andreu de Llorona (Albanyà) · Vegeu més fotos d'aquest monument · Carregueu una nova foto d'aquest monument                    |
| Antic Hostal de l'Arç                                                                 |             | Obra popular XIX                 | Albanyà Veïnat de Lliurona                                             | 42° 17′ 34″ N, 2° 41′ 24″ E / 42.292840°N,2.690075°E | IPA-17852     | Carregueu una nova foto d'aquest monument |
| Gran Masia del Caritg                                                                 |             | Obra popular XVIII               | Albanyà Veïnat de Lliurona                                             | 42° 17′ 20″ N, 2° 41′ 43″ E / 42.288788°N,2.695347°E | IPA-17853     | Carregueu una nova foto d'aquest monument |
| Santuari la Mare de Déu del Mont                                                      |             | Romànic, gòtic XIV, XVII         | Albanyà Al cim de la muntanya del Mont                                 | 42° 15′ 31″ N, 2° 42′ 25″ E / 42.258485°N,2.706907°E | IPA-17856     | Santuari la Mare de Déu del Mont (Albanyà) · Vegeu més fotos d'aquest monument · Carregueu una nova foto d'aquest monument                      |
| Església del segle xix bastida a Sant Llorenç de Sous                                 |             | Obra popular XIX                 | Albanyà Aïllada, serra del Mont                                        | 42° 15′ 17″ N, 2° 42′ 55″ E / 42.254672°N,2.715172°E | IPA-17859     | Església del segle XIX bastida a Sant Llorenç de Sous (Albanyà) · Vegeu més fotos d'aquest monument · Carregueu una nova foto d'aquest monument |
| Monestir de Sant Llorenç de Sous, Sant Llorenç del Mont                               |             | Romànic XI, XII                  | Albanyà Serra del Mont                                                 | 42° 15′ 17″ N, 2° 42′ 54″ E / 42.254753°N,2.714942°E | IPA-17860     | Monestir de Sant Llorenç de Sous (Albanyà) · Vegeu més fotos d'aquest monument · Carregueu una nova foto d'aquest monument                      |
| Masia de les Ferreries                                                                |             | Obra popular                     | Albanyà Aïllada, propera al casal de Falgars                           | 42° 16′ 02″ N, 2° 43′ 37″ E / 42.267326°N,2.726910°E | IPA-17863     | Carregueu una nova foto d'aquest monument |
| Masia del Soler                                                                       |             | Obra popular XVIII               | Albanyà Aïllada, propera al casal de Falgars                           | 42° 15′ 58″ N, 2° 43′ 26″ E / 42.266161°N,2.723780°E | IPA-17864     | Carregueu una nova foto d'aquest monument |
| Masia de Can Coll de Pincaró                                                          |             | Obra popular XVIII               | Albanyà Coll del Pincaró, prop de l'església de Sant Bartomeu          | 42° 19′ 43″ N, 2° 40′ 33″ E / 42.328720°N,2.675895°E | IPA-17866     | Masia de Can Coll de Pincaró (Albanyà) · Vegeu més fotos d'aquest monument · Carregueu una nova foto d'aquest monument                          |
| Església romànica de Sant Bartomeu de Pincaró                                         |             | Romànic XII                      | Albanyà Veïnat de Pincaró                                              | 42° 20′ 05″ N, 2° 40′ 35″ E / 42.334746°N,2.676423°E | IPA-17867     | Església romànica de Sant Bartomeu de Pincaró (Albanyà) · Vegeu més fotos d'aquest monument · Carregueu una nova foto d'aquest monument         |
| Casa al costat de Sant Andreu de Llorona                                              |             | Obra popular XVIII               | Albanyà Sant Andreu de Llorona                                         | 42° 17′ 39″ N, 2° 41′ 14″ E / 42.294080°N,2.687339°E | IPA-19837     | Carregueu una nova foto d'aquest monument |
| Pont del Molí d'en Bertran                                                            |             | Obra popular XIX Final           | Albanyà A migdia del Bertran, damunt del riu Muga                      | 42° 19′ 45″ N, 2° 42′ 02″ E / 42.329140°N,2.700611°E | IPA-20467     | Pont del Molí d'en Bertran (Albanyà) · Vegeu més fotos d'aquest monument · Carregueu una nova foto d'aquest monument                            |
| Ermita de Santa Maria de la Fau, ermita de les Formigues, ermita de les Alades        |             | Obra popular XV                  | Albanyà Collada del Fau, serra del Bac de Grillera                     | 42° 21′ 22″ N, 2° 42′ 52″ E / 42.356041°N,2.714569°E | IPA-36425     | Ermita de Santa Maria de la Fau (Albanyà) · Vegeu més fotos d'aquest monument · Carregueu una nova foto d'aquest monument                       |
| Església Sant Cristòfol dels Horts                                                    |             | Romànic XI                       | Albanyà Veïnat dels Horts                                              | 42° 21′ 40″ N, 2° 40′ 47″ E / 42.361060°N,2.679670°E | IPA-36426     | Església Sant Cristòfol dels Horts (Albanyà) · Vegeu més fotos d'aquest monument · Carregueu una nova foto d'aquest monument                    |
| Església de Sant Feliu de Carbonils                                                   |             | Preromànic, romànic IX, XIII, XV | Albanyà Al llogaret de Carbonils                                       | 42° 20′ 11″ N, 2° 43′ 26″ E / 42.336387°N,2.723808°E | IPA-36447     | Església de Sant Feliu de Carbonils (Albanyà) · Vegeu més fotos d'aquest monument · Carregueu una nova foto d'aquest monument                   |
| Antiga rectoria                                                                       |             | Obra popular XIX                 | Albanyà Pl. Major                                                      | 42° 18′ 16″ N, 2° 43′ 11″ E / 42.304514°N,2.719730°E | IPA-39218     | Carregueu una nova foto d'aquest monument |
| Font i safareig de Can Nou                                                            |             | Obra popular XVIII               | Albanyà Veïnat de Bassegoda                                            | 42° 18′ 41″ N, 2° 39′ 07″ E / 42.311485°N,2.651894°E | IPA-39220     | Font i safareig de Can Nou (Albanyà) · Vegeu més fotos d'aquest monument · Carregueu una nova foto d'aquest monument                            |
| Hostal de la Muga                                                                     |             | Obra popular XVIII               | Albanyà Aïllat, prop de la frontera francesa                           | 42° 21′ 01″ N, 2° 35′ 58″ E / 42.350160°N,2.599406°E | IPA-39221     | Hostal de la Muga (Albanyà) · Vegeu més fotos d'aquest monument · Carregueu una nova foto d'aquest monument                                     |
| Casal i colomar del Bertran o del Serrat                                              |             | Obra popular X-XVIII             | Albanyà Des del km. 11 de la ctra. GI-511, al pont de la Canova        | 42° 19′ 34″ N, 2° 42′ 18″ E / 42.32599°N,2.70503°E   | IPA-49072     | Carregueu una nova foto d'aquest monument |